# 大耳克奈魚
大耳克奈魚為輻鰭魚綱鼠鱚目尼羅魚科的其中一種，分布於非洲南部的淡水流域，本魚頭部光滑，圓潤，口側腹位，頜骨無牙齒，側線呈拱形，體黃灰色，具暗的橫向排列的黑色斑點，體長可達7公分，棲息在水淺流速快、岩石底質的溪流，會呼吸空氣，在潮濕的岩石或瀑布做遷徙，屬雜食性，以矽藻、昆蟲幼蟲等為食，可做為觀賞魚。